# Impasse Saint-Sébastien
Ne doit pas être confondu avec Passage Saint-Sébastien.
L'impasse Saint-Sébastien est une voie située dans le quartier Saint-Ambroise du 11e arrondissement de Paris.

## Situation et accès
L'impasse Saint-Sébastien est desservie à proximité par la ligne 5 à la station Richard-Lenoir.

## Origine du nom
Elle doit son nom à une enseigne, représentant saint Sébastien, en raison de sa proximité avec la rue éponyme.

## Historique
Cette voie est ouverte sur délibération du bureau de la Ville du 18 juin 1779.
La partie en retour d’équerre sur la rue Saint-Sébastien a été absorbée par arrêté municipal du 30 août 1978 à la voie AA/11 ouverte en 1975 pour former la rue Alphonse-Baudin.